# Tandjilé Ouest
La Tandjilé Ouest est un des 2 départements composant la région de la Tandjilé au Tchad (Décrets N° 415/PR/MAT/02 et 419/PR/MAT/02). Son chef-lieu est Kélo.

## Subdivisions
Le département de la Tandjilé Ouest est divisé en 6 sous-préfectures :
- Kélo
- Baktchoro
- Bologo
- Dafra
- Dogou
- Kolon

## Administration
Liste des administrateurs :
Préfets de la Tandjilé Ouest (depuis 1998)
- 9 octobre 2008 : Abdoulaye El-Hadj Boulama[1]